# Джиммі Таунлі

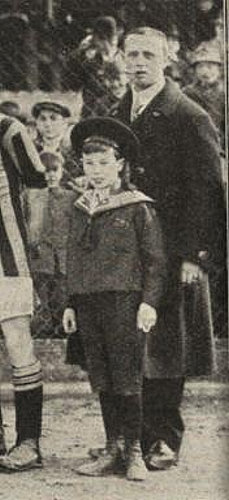
Джиммі Таунлі з батьком у Фюрті (1913)

Джеймс «Джиммі» Чедвік Таунлі (англ. James Jimmy Chadwick Townley; 2 травня 1902, Блекберн — 3 лютого 1983, Тун) — англійський футболіст і тренер. Син знаменитого футболіста і тренера Вільяма Таунлі. В сезоні 1927/28 провів три матчі за лондонський «Тоттенгем Готспур», забив два голи. Шість років виступав у Швейцарії у вищому дивізіоні за «Берн». У 1945—1952 роках тренував команди другого швейцарського дивізіону «Санкт-Галлен» і «Тун». З «Санкт-Галленом» вийшов у перший дивізіон.

## Клубна кар'єра
Таунлі народився в сім'ї гравця збірної Англії Вільяма Таунлі в Блекберні, а виріс переважно в Німеччині, де його батько працював тренером. На початку 1920-х років він грав під керівництвом свого батька в «Вікторії» (Гамбург), а потім у «Санкт-Галлені». Повернувся до Англії в 1924 році і, після невдалої спроби працевлаштуватися в «Челсі», отримав професійний контракт з «Тоттенгем Готспур» в березні 1925 року.
Через перелом ноги, який в отримав у жовтні 1925 року, дебютував у першому дивізіоні лише 1 серпня 1927 року в домашньому матчі проти «Евертона» (1:3), забив гол. В наступному турі також забив у ворота «Кардіфф Сіті» (1:2). Незважаючи на ці голи, повернувся до резервної команди. Після цього зіграв в першій команді ще лише один матч в чемпіонаті та взяв участь в кількох товариських матчах у Нідерландах. Перейшов до команди «Брайтон» за солідні 600 фунтів стерлінгів під час міжсезоння.
Регулярно грав за «Брайтон» на початку сезону, але після сьомого туру в основу повернувся Джиммі Гопкінс, який відновився після травми і витіснив Таунлі зі складу. У лютому 1930 року перейшов до складу суперника з ліги «Клептон Орієнт», за який зіграв лише двічі в тому сезоні. Міцно закріпитися в складі Клептона не зміг і у травні 1931 року пішов з команди, зігравши загалом за півтора року 19 ігор чемпіонату.
Повернувся до Швейцарії, де протягом шести років грав за «Берн» до кінця 1937 року. В 1931-1934 роках був також граючим тренером команди. Найвищий результат, якого досягла команда в ті роки — четверте місце в лізі в 1934 і 1936 роках. Також з командою грав у півфіналах Кубка Швейцарії в 1935 і 1936 роках.
Влітку 1936 року брав участь в Кубку Мітропи. Швейцарські клуби вперше отримали запрошення виступити в турнірі, розпочинали свій шлях в кваліфікаційному раунді і всі четверо представників не змогли пройти далі. «Берн» зустрічався з італійським клубом «Торіно» і без шансів двічі програв 1:4 і 1:7.

## Тренерська кар'єра
Після перебування в Берні перейшов у «Золотурн», де став граючим тренером. Повідомляється, що там він «виховав справді потужну одинадцятку гравців».
З 1945 по 1949 рік він був тренером «Санкт-Галлен», де також двічі працював його батько. Команда на той момент перебувала у Національній лізі B, а в сезоні 1948/49 під його керівництвом підвищилась в Національну лігу A. Однак, Таунлі не залишився в команді і його посаду отримав інший англієць Боб Келлі.
Таунлі оселився в Туні, де став тренером клубу другого дивізіону «Тун». У перших 15 іграх під його керівництвом команда здобула лише одну нічию та одну перемогу і вилетіла з Національної ліги B наприкінці сезону. Перед початком сезону 1952/53 Таунлі пішов у відставку з посади тренера, а змінив його колишній одноклубник по «Берну» Ганс Людер, під керівництвом якого команда знову піднялася до Національної ліги B. Таунлі залишився в клубі і був, серед іншого, радником тренерського штабу, а в 1970 році також помічником головного тренера.
Таунлі постійно тримав тютюнову крамницю в Туні. В серпні 1980 року померла його дружина Гедвіг. Джиммі Таунлі помер 3 лютого 1983 року в Туні.

## Статистика виступів

### Статистика виступів в чемпіонаті
Виступи у вищому дивізіоні чемпіонату Швейцарії починаючи з сезону 1933/34.
| Сезон                       | Матчі | Голи | Клуб |
| --------------------------- | ----- | ---- | ---- |
| Чемпіонат Швейцарії 1933/34 | 29    | 10   | Берн |
| Чемпіонат Швейцарії 1934/35 | 26    | 5    | Берн |
| Чемпіонат Швейцарії 1935/36 | 25    | 4    | Берн |
| Чемпіонат Швейцарії 1936/37 | 24    | 7    | Берн |
| РАЗОМ                       | 104   | 26   |      |

### Статистика виступів у Кубку Мітропи
| №                      | Розіграш               | Стадія                 | Дата та місце проведення | Команда 1              | Рахунок | Команда 2 | Голи та інше |
| ---------------------- | ---------------------- | ---------------------- | ------------------------ | ---------------------- | ------- | --------- | ------------ |
| 1                      | 1936                   | кв. раунд              | 07.06.1936 Берн          | Берн                   | 1:4     | Торіно    | кап.         |
| 2                      | 1936                   | кв. раунд              | 14.06.1936 Турин         | Торіно                 | 7:1     | Берн      | кап.         |
| Всього в Кубку Мітропи | Всього в Кубку Мітропи | Всього в Кубку Мітропи | Всього в Кубку Мітропи   | Всього в Кубку Мітропи | 2       |           | 0            |